# Mój miły Roland
Mój miły Roland (Der Liebste Roland) – baśń braci Grimm opublikowana w ich zbiorze Baśni z 1812 roku (tom 1, nr 56).

## Treść
Źródło: 
Pewna czarownica miała córkę, którą kochała i pasierbicę, której nienawidziła. Kiedy jej córka oświadczyła, że chce mieć fartuch należący do przyrodniej siostry, matka obiecała, że tej nocy utnie głowę swojej pasierbicy i odda jej fartuch. Pasierbica podsłuchała rozmowę i nocą, kiedy jej przybrana siostra zasnęła, przesunęła ją w inną stronę łóżka, sama zajęła miejsce na którym zwykle to przybrana siostra spała. 
Czarownica, która zakradła się w ciemności z siekierą, omyłkowo ucięła głowę własnej córki. Nie spostrzegłszy swojej pomyłki opuściła sypialnię dziewcząt. Po jej odejściu pasierbica wstała, udała się do swojego ukochanego Rolanda i opowiedziała mu, co się stało. Oboje postanowili uciekać, ale za radą Rolanda zabrali magiczną różdżkę macochy. Dziewczyna pozostawiła na podłodze trzy krople krwi zmarłej siostry. Kiedy czarownica nazajutrz wołała córkę, krople krwi jej odpowiadały. 
W końcu czarownica zorientowała się jednak, że zabiła własną córkę. Była wściekła. Bystrym okiem spostrzegła uciekającą pasierbicę i Rolanda. Włożyła siedmiomilowe buty i ruszyła w pościg. 
Kiedy zbliżała się do nich, dziewczyna, przy użyciu różdżki, zmieniła Rolanda w staw, a siebie w kaczkę pływającą po stawie. Czarownica nie mogąc pochwycić kaczki wróciła do domu. Następnego dnia jednak wznowiła pościg. Dziewczyna zmieniła Rolanda w skrzypka, a siebie w kwiatek kwitnący wśród cierni. Kiedy czarownica zaczęła przedzierać się przez ciernie by zdobyć kwiat, skrzypek zaczął grać tak, że czarownica nie mogła powstrzymać się od tańca. Ciernie poraniły ją na śmierć. Kochankowie byli już bezpieczni. 
Roland udał się do domu ojca, aby zorganizować ślub. Dziewczyna, w postaci czerwonego kamienia, miała czekać na jego powrót. Jednak po powrocie Roland zakochał się w innej kobiecie i zapomniał o ukochanej. Dziewczyna ze zmartwienia zamieniła się w kwiatek, licząc że może ktoś ją rozdepcze. 
Kwiatek został jednak zerwany przez pasterza, który zaniósł go do swojej chaty. Od tej pory zawsze, kiedy powracał z pracy do domu, wszystkie prace domowe były wykonywane w czasie jego nieobecności: dom wysprzątany, ogień w kominku rozpalony, woda przyniesiona. Zaintrygowany zwrócił się o pomoc do pewnej mądrej kobiety. Za jej radą rzucił na kwiatek biała magiczną chustę. Wówczas kwiatek zamienił się w dziewczynę. Pasterz, wysłuchawszy jej historii, poprosił ją o rękę, ale ona odmówiła, chcąc pozostać wierną ukochanemu Rolandowi, mimo że on ją porzucił. Obiecała jednak nadal zajmować się domem pasterza.
Na ślubie Rolanda, wszystkie dziewczyny, zgodnie z miejscowym obyczajem, śpiewały kolejno dla niego. Kiedy przyszła kolej na pasierbicę czarownicy, Roland rozpoznał w niej ukochaną, którą kiedyś porzucił. Ponownie się w niej zakochał i zrezygnował ze ślubu z tą drugą kobietą. Ożenił się ze swoją dawną ukochaną.